# بوتیمار کوتوله
بوتیمار کوتوله (نام علمی: Ixobrychus sturmii) گونه‌ای از حواصیلان و راستهٔ لک‌لک‌سانان است که پاهای کوتاه و اندام پهن و فربه دارد. به آن غم‌خورک ریزاندام هم گفته‌اند.
بوتیمار کوتوله در این کشورها یافت می‌شود: آنگولا، بنین، بوتسوانا، بورکینافاسو، بوروندی، کامرون، جمهوری آفریقای مرکزی، چاد، جمهوری کنگو، جمهوری دموکراتیک کنگو، ساحل عاج، گینه استوایی، اتیوپی، گابن، گامبیا، غنا، گینه، کنیا، لیبریا، مالاوی، مالی، موریتانی، موزامبیک، نامیبیا، نیجر، نیجریه، رواندا، سنگال، سیرالئون، سومالی، آفریقای جنوبی، اسپانیا، سودان، سوازیلند، تانزانیا، توگو، اوگاندا، زامبیا، و زیمبابوه.

## نگارخانه

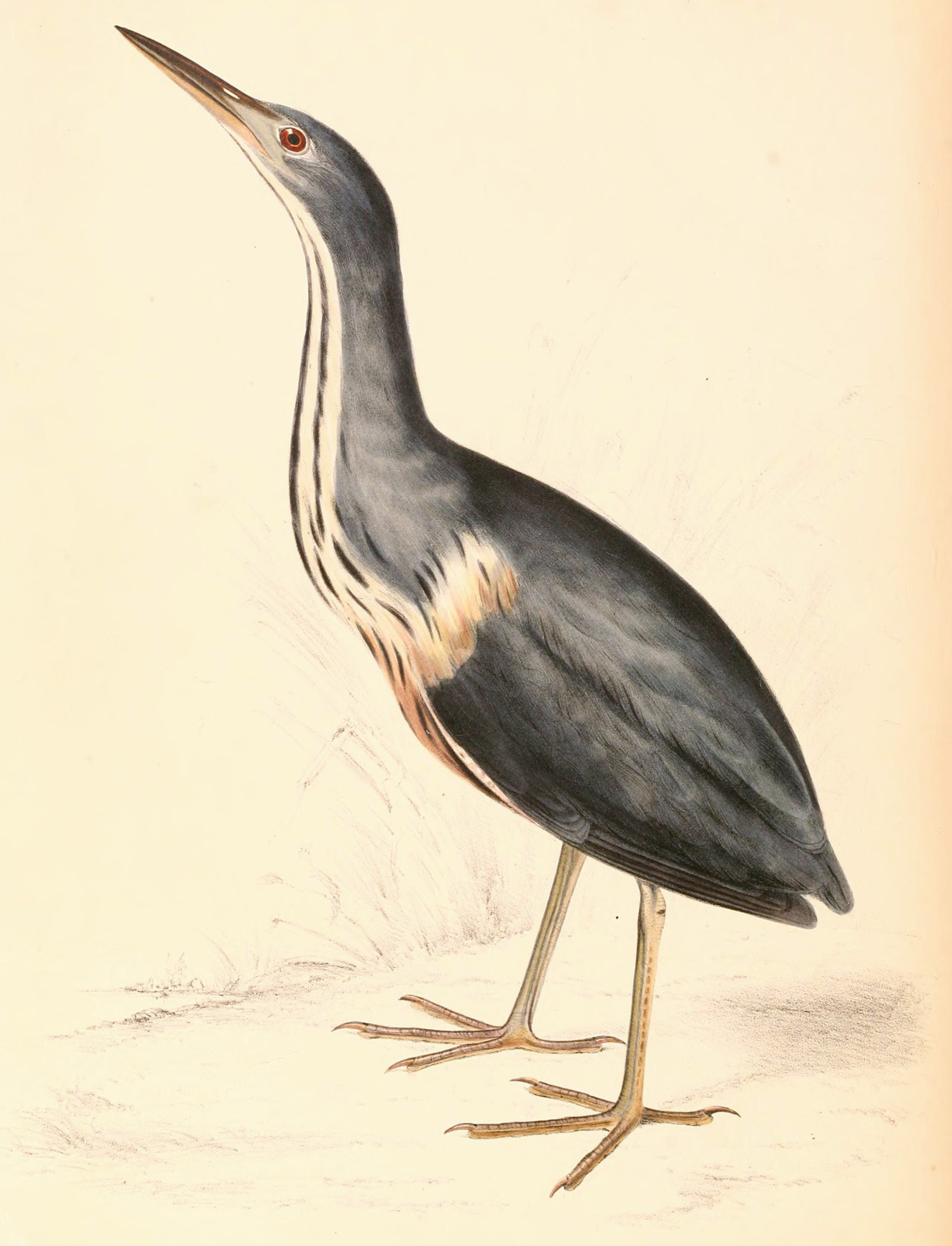
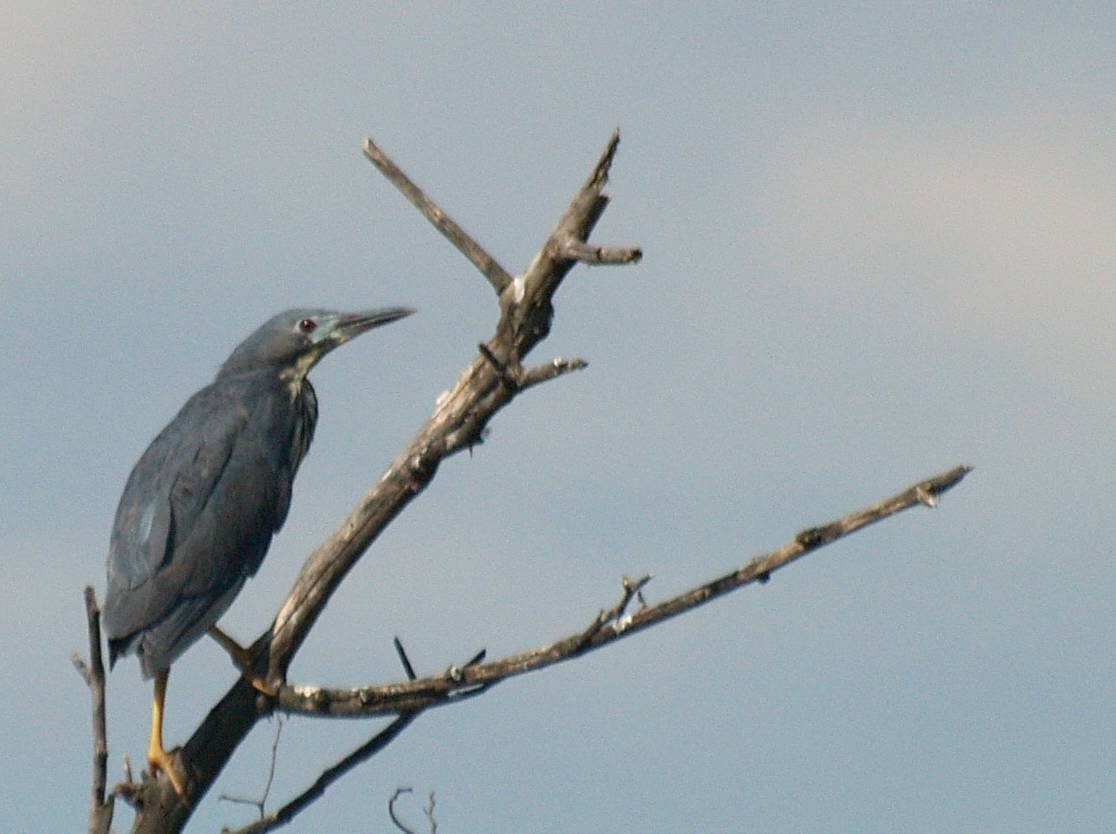
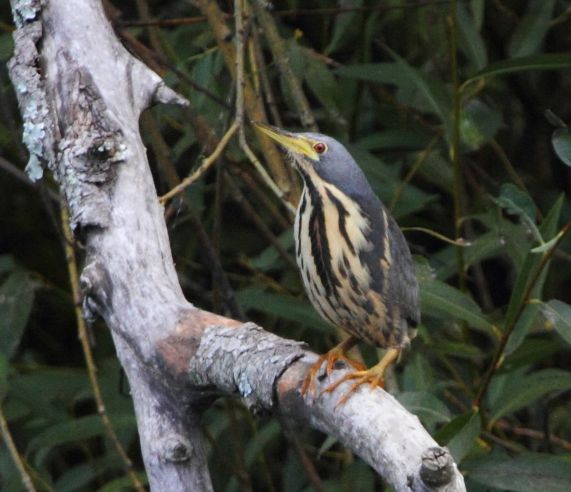
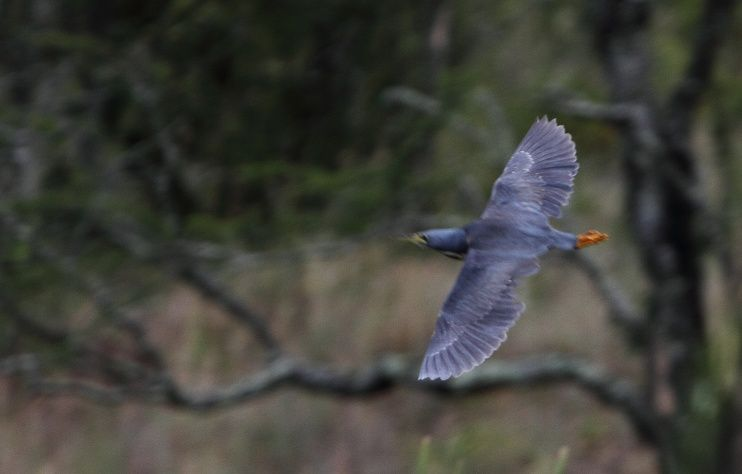
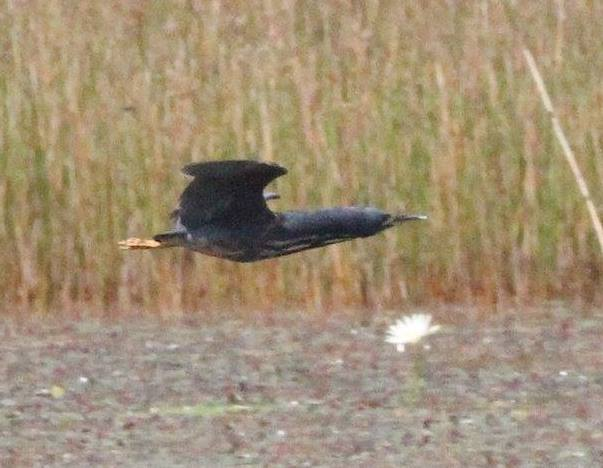